# Liste der Torschützenkönige der K League 1

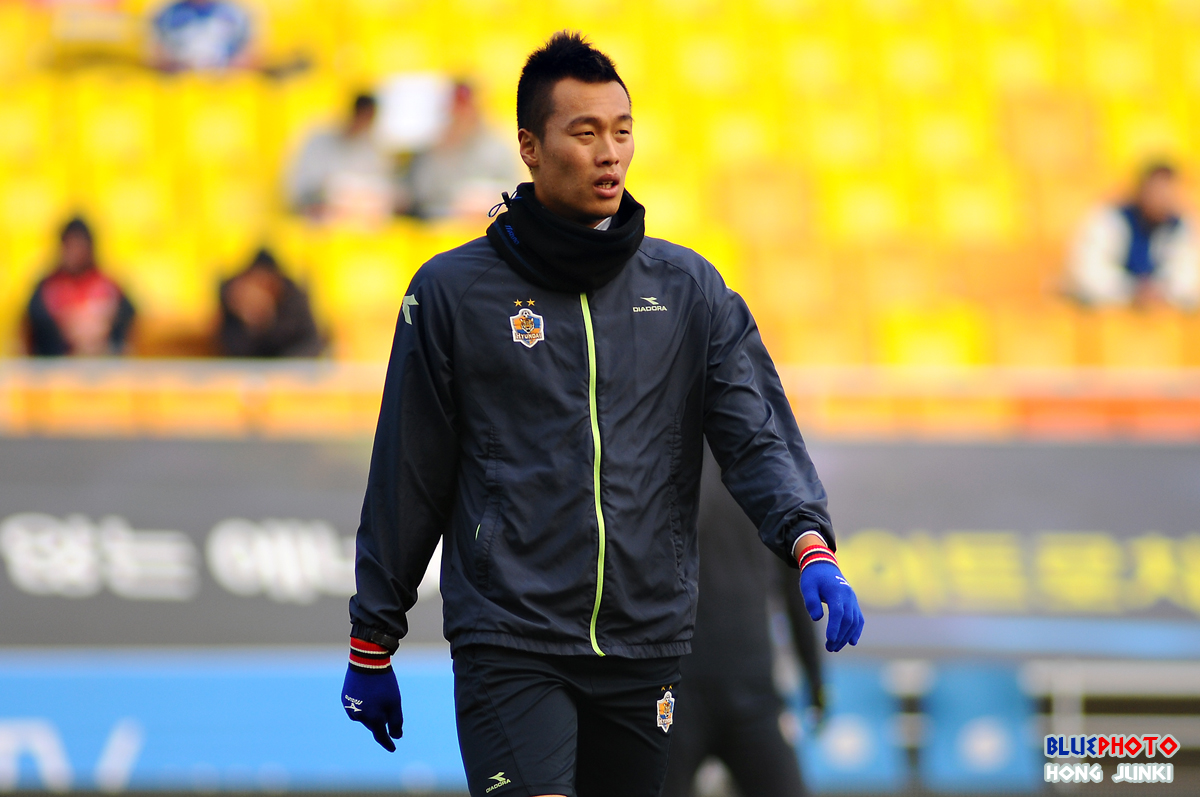
Kim Shin-wook, Torschützenkönig der Saison 2015

Diese Liste führt alle Torschützenkönige der K League 1 seit deren Gründung zur Saison 1983 auf. Im weiteren Teil werden die erfolgreichsten Spieler und erfolgreichsten Vereine genannt. Torschützenkönig wird derjenige Spieler, der im Verlauf einer Saison die meisten Tore erzielt. Amtierende Torschützenkönigen 2024 ist Stefan Mugoša mit 15 Treffern.
In den 41 vergangenen Spielzeiten wurden insgesamt 36 verschiedene Spieler Torschützenkönig der K League 1. Sie erzielten dabei im Schnitt 16,83 Tore. Erfolgreichster Torschütze in einer Saison ist Dejan Damjanović, dem in der Spielzeit 2012 31 Treffer gelangen. Damjanović wurde als einziger Spieler dreimal hintereinander Torschützenkönig. Die beiden ältesten Torschützenkönige waren 2002 Edmilson sowie 2020 Júnior Negrão mit jeweils 34 Jahren, während Lee Ki-keun 1988 mit 20 Jahren der jüngste war. Neunmal stammte der Torschützenkönig der K League 1 aus der Meistermannschaft und sechsmal wurde er in derselben Saison auch zum „besten Spieler“ der Liga ernannt.
Der Modus, die Anzahl der teilnehmenden Mannschaften und die Anzahl der Saisonspiele wurden im Laufe der Zeit mehrfach geändert. In der ersten Saison bestand die K League 1 noch aus fünf Vereine, die insgesamt 16 Saisonspiele austrugen. Seit 2014 spielen zwölf Teams an jeweils 38 Spieltagen, nach einer regulären Saison mit 33 Spielen folgen dann Meister- und Abstiegsrunde mit jeweils fünf weiteren Partien.

## Liste der Torschützenkönige

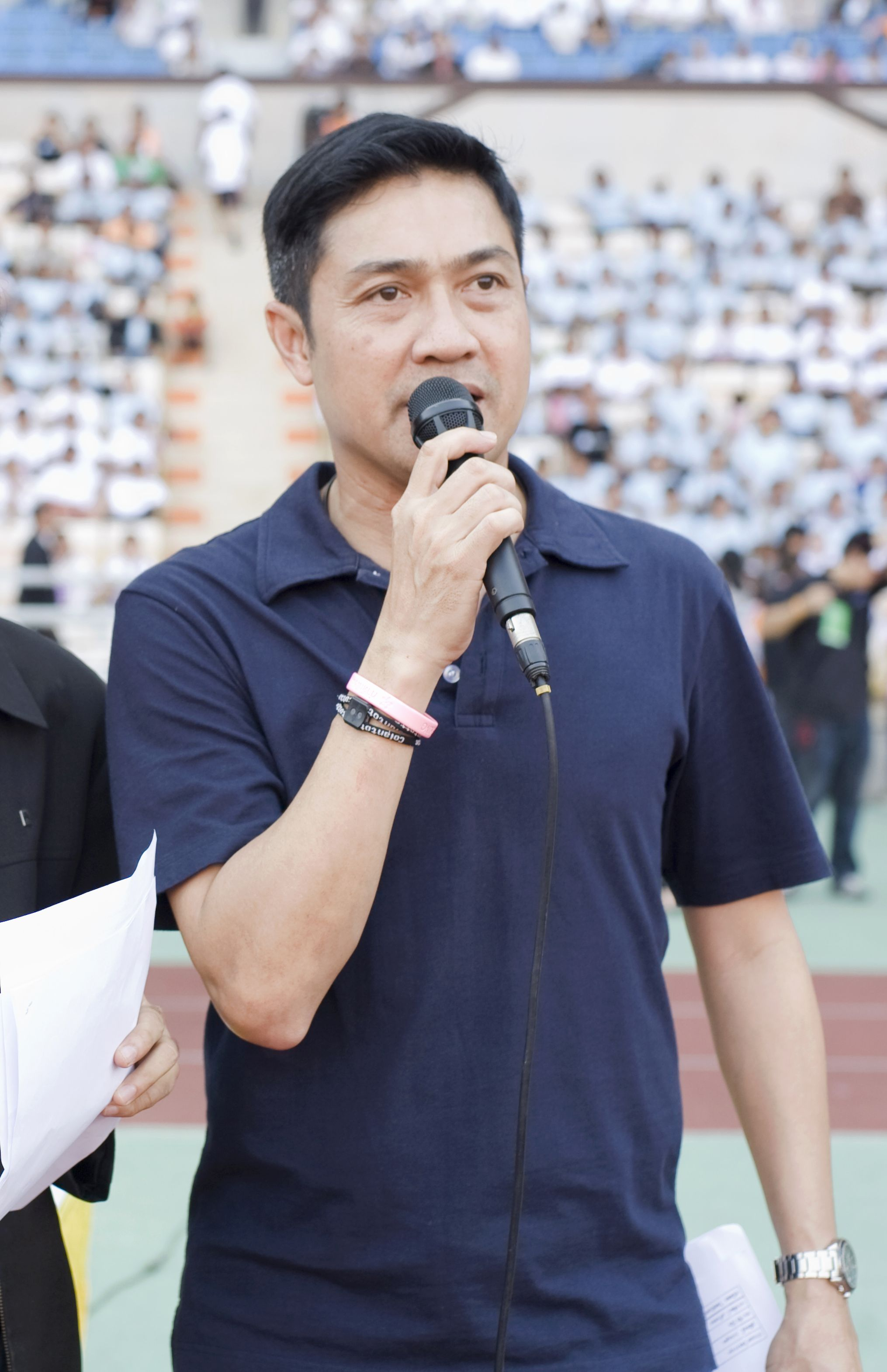
Piyapong Piew-on, erster ausländischer Torschützenkönig (1985)

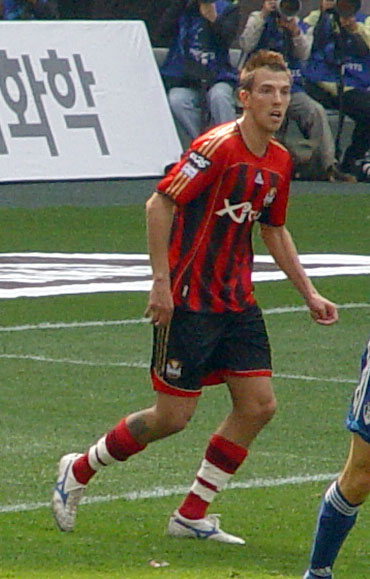
Dejan Damjanović, dreimaliger Torschützenkönig (2011–2013)

- Name: Fett geschriebene Spielernamen kennzeichnen Spieler, die noch in der K League 1 aktiv sind, kursiv geschrieben sind weitere noch aktive Spieler
- Alter: Stichtag ist jeweils der 31. Dezember.

Farblegende am unteren Ende der Tabelle
| Saison                                                                  | Spieler          | Verein                                             | Tore | Alter |
| ----------------------------------------------------------------------- | ---------------- | -------------------------------------------------- | ---- | ----- |
| 1983                                                                    | Park Yoon-ki     | Jeju United                                        | 09   | 23    |
| 1984                                                                    | Baek Jong-chul   | Ulsan Hyundai                                      | 16   | 23    |
| 1985                                                                    | Kim Yong-se      | Jeju United                                        | 12   | 25    |
| 1985                                                                    | Piyapong Piew-on | FC Seoul                                           | 12   | 26    |
| 1986                                                                    | Chung Hae-won    | Busan IPark                                        | 10   | 27    |
| 1987                                                                    | Choi Sang-kook   | Pohang Steelers                                    | 15   | 26    |
| 1988                                                                    | Lee Ki-keun      | Pohang Steelers                                    | 12   | 20    |
| 1989                                                                    | Cho Keung-yeon   | Pohang Steelers                                    | 20   | 28    |
| 1990                                                                    | Yoon Sang-chul   | FC Seoul                                           | 12   | 25    |
| 1991                                                                    | Lee Ki-keun      | Pohang Steelers                                    | 16   | 23    |
| 1992                                                                    | Lim Keun-jae     | FC Seoul                                           | 10   | 23    |
| 1993                                                                    | Cha Sang-hae     | Pohang Steelers                                    | 10   | 28    |
| 1994                                                                    | Yoon Sang-chul   | FC Seoul                                           | 21   | 29    |
| 1995                                                                    | Roh Sang-rae     | Jeonnam Dragons                                    | 15   | 25    |
| 1996                                                                    | Shin Tae-yong    | Seongnam FC                                        | 18   | 26    |
| 1997                                                                    | Kim Hyun-seok    | Ulsan Hyundai                                      | 09   | 30    |
| 1998                                                                    | Yoo Sang-chul    | Ulsan Hyundai                                      | 14   | 27    |
| 1999                                                                    | Saša Drakulić    | Suwon Samsung Bluewings                            | 18   | 27    |
| 2000                                                                    | Kim Do-hoon      | Seongnam FC                                        | 12   | 30    |
| 2001                                                                    | Sandro           | Suwon Samsung Bluewings                            | 13   | 21    |
| 2002                                                                    | Edmilson         | Jeonbuk Hyundai Motors                             | 14   | 34    |
| 2003                                                                    | Kim Do-hoon      | Seongnam FC                                        | 28   | 33    |
| 2004                                                                    | Mota             | Jeonnam Dragons                                    | 14   | 24    |
| 2005                                                                    | Leandro Machado  | Ulsan Hyundai                                      | 13   | 29    |
| 2006                                                                    | Woo Sung-yong    | Seongnam FC                                        | 16   | 32    |
| 2007                                                                    | Caboré           | Gyeongnam FC                                       | 18   | 27    |
| 2008                                                                    | Dudu             | Seongnam FC                                        | 16   | 28    |
| 2009                                                                    | Lee Dong-gook    | Jeonbuk Hyundai Motors                             | 21   | 30    |
| 2010                                                                    | Yoo Byung-soo    | Incheon United                                     | 22   | 22    |
| 2011                                                                    | Dejan Damjanović | FC Seoul                                           | 24   | 30    |
| 2012                                                                    | Dejan Damjanović | FC Seoul                                           | 31   | 31    |
| 2013                                                                    | Dejan Damjanović | FC Seoul                                           | 19   | 32    |
| 2013                                                                    | Kim Shin-wook    | Ulsan Hyundai                                      | 19   | 25    |
| 2014                                                                    | Júnior Santos    | Suwon Samsung Bluewings                            | 14   | 29    |
| 2015                                                                    | Kim Shin-wook    | Ulsan Hyundai                                      | 18   | 27    |
| 2016                                                                    | Jung Jo-gook     | Gwangju FC                                         | 20   | 32    |
| 2017                                                                    | Johnathan        | Suwon Samsung Bluewings                            | 22   | 27    |
| 2018                                                                    | Marcão           | Gyeongnam FC                                       | 26   | 24    |
| 2019                                                                    | Adam Taggart     | Suwon Samsung Bluewings                            | 20   | 26    |
| 2020                                                                    | Júnior Negrão    | Ulsan Hyundai                                      | 26   | 34    |
| 2021                                                                    | Joo Min-kyu      | Jeju United                                        | 22   | 31    |
| 2022                                                                    | Joo Min-kyu      | Jeju United                                        | 17   | 32    |
| 2022                                                                    | Cho Gue-sung     | Gimcheon Sangmu FC (13) Jeonbuk Hyundai Motors (4) | 17   | 24    |
| 2023                                                                    | Joo Min-kyu      | Ulsan Hyundai                                      | 17   | 33    |
| 2023                                                                    | Tiago Orobó      | Daejeon Hana Citizen FC                            | 17   | 30    |
| 2024                                                                    | Stefan Mugoša    | FC Seoul                                           | 15   | 32    |
| Farblegende: Gewinner des MVP-Award Südkoreanischer Meister Rekordmarke |                  |                                                    |      |       |

### Ranglisten
| Rang | Spieler          | Titel | Jahre            |
| ---- | ---------------- | ----- | ---------------- |
| 1    | Dejan Damjanović | 3     | 2011, 2012, 2013 |
|      | Joo Min-kyu      | 3     | 2021, 2022, 2023 |
| 3    | Lee Ki-keun      | 2     | 1988, 1991       |
|      | Yoon Sang-chul   | 2     | 1990, 1994       |
|      | Kim Do-hoon      | 2     | 2000, 2003       |
|      | Kim Shin-wook    | 2     | 2013, 2015       |

| Rang | Verein                  | Titel |
| ---- | ----------------------- | ----- |
| 1    | Ulsan Hyundai           | 8     |
|      | FC Seoul                | 8     |
| 3    | Pohang Steelers         | 5     |
|      | Seongnam FC             | 5     |
|      | Suwon Samsung Bluewings | 5     |
| 6    | Jeju United             | 3     |
|      | Jeonbuk Hyundai Motors  | 3     |
| 8    | Gyeongnam FC            | 2     |
|      | Jeonnam Dragons         | 2     |

| Rang | Land        | Titel |
| ---- | ----------- | ----- |
| 1    | Südkorea    | 28    |
| 2    | Brasilien   | 11    |
| 3    | Montenegro  | 04    |
| 4    | Australien  | 01    |
|      | Jugoslawien | 01    |
|      | Thailand    | 01    |